# 다대포항
다대포항(多大浦港)은 부산광역시 사하구 다대동에 위치한 어항이다. 1971년 12월 21일 국가어항으로 지정되었다. 관리청은 해양수산부 동해어업관리단, 시설관리자는 부산광역시장이다.

## 연혁
다대포항은 부산시 도시생활권내에 위치하고 있어 무역, 공업, 어촌관광 등의 산업이 발달하기에 좋은 입지적 조건을 갖추고 있다.
다대포항은 주로 연안 어획물을 취급하는 어항으로 1974년 기본시설을 완공하고 1989년 기본조사를 실시하면서 시설계획을 수립한 후 1996년에 물양장 후면 보강공사에 착수하면서 기본시설 공사를 완공했다.

## 어항구역
본 항의 어항구역은 다음과 같다.
- 수역[2]
  - 선가대(해양경찰대 함정수리창내) 기부로부터 정서쪽으로 136m 떨어진 해상점을 중심으로 하여 건너편 산(부산광역시 사하구 다대동 368번지) 정점을 연결하는 일직선 상에 있는 육지부와 만나는 지점내의 공유수면
- 육역[3]
  - 사하구 다대동 355-21 외 7필지 (세부내역 생략)

## 역사 사실
- 지난 2002년 아시안 게임 때 다대포항에 북한 응원단을 태운 만경봉호가 입항하였다. 이를 계기로 항 뒤편에 통일아시아드 공원이 조성되었다.[4]
- 2010년 11월 22일부터 2일간 제1회 다대포 어항축제가 개최되었다.[5]

## 주변관광명소
- 다대포 해수욕장
- 용두산공원
- 태종대
- 오륙도
- 통일아시아드 공원